# Хамберсайд
Хамберсайд (англ. Humberside) — бывшее неметропольное и церемониальное графство в Северной Англии, существовавшее с 1 апреля 1974 года по 1 апреля 1996 года. Оно состояло из земель по обе стороны от устья реки Хамбер, входивших в Ист-Райдинг-оф-Йоркшир, Уэст-Райдинг-оф-Йоркшир и северную часть Линдси (Линкольншир). Штаб-квартира совета графства находилась в County Hall в Беверли, унаследованном от Совета графства Ист-Райдинг. Его крупнейшим поселением и единственным городом был Кингстон-апон-Халл. Графство простиралось от Уолд-Ньютон в его северной оконечности до другого Уолд-Ньютона в его самой южной точке.
Хамберсайд граничил с Северным Йоркширом на севере и западе, Южным Йоркширом и Ноттингемширом на юго-западе и Линкольнширом на юге. Графство было обращено на восток в сторону Северного моря.
Площадь Хамберсайда при создании составляла 3511,68 км². Население в 1973 году составляло 847 230 человек, в 1981 году — 843 280, в 1991 — 858 040 человек.
Хамберсайд был упразднен 1 апреля 1996 года с образованием четырех унитарных властей: Северный Линкольншир, Северо-Восточный Линкольншир, Кингстон-апон-Халл и Ист-Райдинг Йоркшира. Название продолжало использоваться как географический термин, в основном в средствах массовой информации, а также в названиях таких учреждений, как Полиция Хамберсайда и Пожарно-спасательная служба Хамберсайда. Эти учреждения не меняли названия в основном из-за затрат на переименование. Есть предложения объединить полицию с другими силами Йоркшира и затем соответствующим образом изменить названия всех сил.
Humber Enterprise Zone была открыта в 2012 году для стимулирования промышленного развития на 16 участках вокруг устья.